# Delgamuukw × Colúmbia Britânica

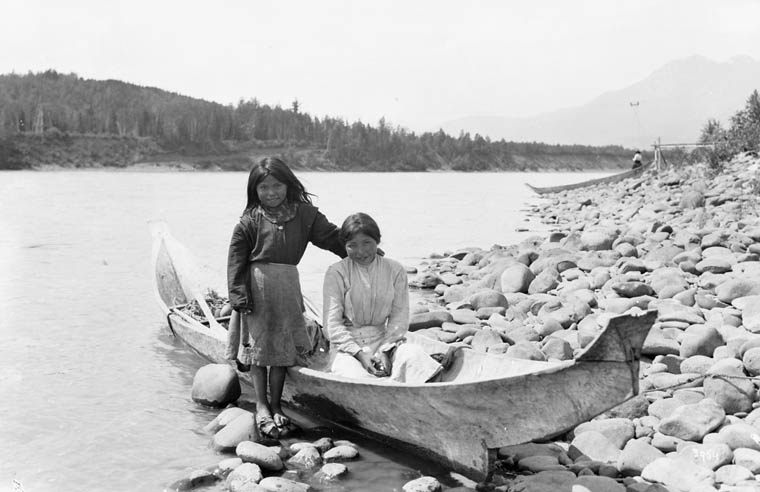
Duas garotas Gitxsan (uma das Primeiras Nações do Canadá) em uma canoa de cedro.

Nação Delgamuukw vs Colúmbia Britânica, também conhecido como Delgamuukw vs A Rainha, Delgamuukw-Gisday'wa, ou simplesmente Delgamuukw, é uma decisão da Suprema Corte do Canadá que contém sua primeira conta do título indígena (um tipo distinto de direito indígena) no Canadá. Os povos Gitxsan e Wet'suwet'en reivindicaram o título e a jurisdição indígenas sobre 58.000 km² de terras no noroeste da Colúmbia Britânica. Os demandantes perderam o caso no julgamento, mas a Suprema Corte do Canadá deu provimento parcial ao recurso e ordenou um novo julgamento por causa de deficiências relacionadas aos articulados e tratamento de provas. Nesta decisão, a Corte passou a descrever a "natureza e alcance" da proteção dada ao título indígena sob a seção 35 da Lei Constitucional de 1982, que definiu como um requerente pode provar o título indígena e esclareceu como o teste de justificação de R vs Sparrow se aplica quando o título indígena é infringido. A decisão também é importante pelo consideração do depoimento oral como prova de ocupação histórica.
Embora grande parte da decisão seja tecnicamente obiter dicta (uma vez que um novo julgamento foi ordenado devido a erros na forma como as provas e as alegações foram tratadas), os princípios de Delgamuukw foram reafirmados e resumidos em Nação Tsilhqot'in Nation vs Colúmbia Britânica, 2014 SCC 44. Ainda não houve um segundo julgamento neste caso.

## Fundo
Os povos Gitxsan e Wet'suwet'en tentaram negociar jurisdição, reconhecimento de propriedade e autogoverno indígenas desde que os europeus começaram a se estabelecer em suas terras tradicionais no século XIX. O governo federal canadense recebeu a declaração de reivindicação de Gitxsan em 1977, mas a Colúmbia Britânica não participou do processo de reivindicação de terras. Em 1984, a Colúmbia Britânica começou a permitir o corte raso de madeira no território Gitxsan e Wet'suwet'en sem permissão dos chefes hereditários. Em 24 de outubro de 1984, 35 chefes hereditários Gitxsan e treze Wet'suwet'en apresentaram sua declaração de reivindicação à Suprema Corte da Colúmbia Britânica.

### Descrições pré-Delgamuukwdo título indígena
Na década de 1970, os tribunais "começaram a reconhecer a existência de direitos legais indígenas sobre a terra, além daqueles previstos em tratados ou estatutos". Em Calder vs Colúmbia Britânica (AG), a Suprema Corte reconheceu que o título aborígine à terra se baseava na "ocupação e posse histórica" de seus territórios tradicionais e "não depende de tratado, ordem executiva ou promulgação legislativa".

[O] fato é que quando os colonos chegaram, os indígenas estavam lá, organizados em sociedades e ocupando a terra como seus antepassados fizeram durante séculos. Isto é o que significa o título indígena... Calder vs Colúmbia Britânica (AG)
Em Guerin vs A Rainha, a Corte descreveu o título indígena como um direito sui generis, não encontrado em nenhum outro lugar do direito de propriedade. Em Canadian Pacific Ltd vs Paul, a Corte elaborou que "é mais do que o direito de gozo e ocupação, embora, ... seja difícil descrever o que mais na terminologia tradicional da lei de propriedade". Em R vs Adams, o Tribunal disse que o título indígena é uma espécie de direito indígena.
Até Delgamuukw, nenhum tribunal canadense havia definido em detalhes o que significa título indígena. E, no início deste caso em 1984, a Seção 35 da Lei Constitucional de 1982 era relativamente nova. Os tribunais ainda não deram significado à subseção (1): "Os direitos indígenas existentes e tratados dos povos indígenas do Canadá são reconhecidos e afirmados", embora o significado tenha sido bastante bem desenvolvido no momento em que o caso chegou à Suprema Corte em 1997.

#### Réu em nome das Nações Wet'suwet'en e Gitxsan
O réu, nascido em 16 de maio de 1936 como 'Delgamuukw', serviu como líder dos direitos indígenas Gitxsan, como um dos chefes hereditários no Gabinete dos Chefes Hereditários do Wet'suwet'en e como representante do Conselho Tribal conjunto das Nações Gitxsan e Wet'suwet'en.  Em 1997, para efeitos do processo judicial, 'Delgamuukw', então com 61 anos, teve seu nome anglicizado como 'Earl Muldoe'. Em 2010, Muldoe também foi designado como 'Companheiro da Ordem do Canadá' por suas pinturas e arte. Delgamuukw morreu em 3 de janeiro de 2022, aos 85 anos.

## Tribunais da Colúmbia Britânica

### A reivindicação
Em 1984, os chefes hereditários Gitxsan e Wet'suwet'en reivindicaram, em nome de suas Nações, o título indígena inextinguível e a jurisdição sobre o território no noroeste da Colúmbia Britânica, totalizando 58.000km², e compensação por terras já alienadas. Delgamuukw (cujo nome foi traduzido em inglês para Earl Muldoe) era um requerente da Nação Gitxsan, enquanto Gisday'wa (Alfred Joseph) era um dos que representavam da Nação Wet'suwet'en. O pedido de jurisdição era novo. Se essa reivindicação tivesse sucesso, as leis indígenas prevaleceriam em caso de conflito com a lei estadual. BC argumentou que os "queixosos não tinham nenhum direito ou interesse na terra, e que seu pedido de indenização deveria ser contra o governo federal".

### O julgamento e a decisão do Chefe de Justiça McEachern (1991)
O julgamento durou 374 dias (318 dias de provas e 56 dias de alegações finais), de 11 de maio de 1987 a 30 de junho de 1990, em Vancouver e em Smithers, na Colúmbia Britânica.
Os Gitxsan e os Wet'suwet'en confiaram em suas histórias orais como evidência de sua relação histórica com a terra. 61 testemunhas depuseram no julgamento, muitas em suas próprias línguas, usando tradutores. Algumas testemunhas cantaram ou descreveram canções cerimoniais e performances, relatando o adaawḵ (as histórias de linhagem pessoal) dos Gitxsan e o kungax (uma canção ou canções sobre trilhas entre territórios) dos Wet'suwet'en. Parte desse conhecimento foi traduzido em mapas.
A decisão do Chefe de Justiça Allan McEachern foi emitida em 8 de março de 1991. Ao contrário de precedentes legais, como Calder vs Colúmbia Britânica (AG), o juiz McEachern rejeitou as reivindicações dos demandantes de título indígena, jurisdição (autogoverno) e direitos indígenas nos territórios. Apesar de descobrir que os direitos indígenas do Gitxsan e Wet'suwet'en haviam sido extintos, o Juiz McEachern descobriu que a Coroa havia feito promessas a partir de 1859 e 1860, que deram origem a um dever fiduciário: "permitir que os indígenas, apesar de sujeitos a lei geral do estado, usassem qualquer terra da Coroa desocupada ou vazia para fins de subsistência até que a terra seja dedicada a outro fim." Ele também rejeitou os pedidos reconvencionais do estado de uma declaração de que os Gitxsan e Wet'suwet'en não teriam direito ou interesse no território e de uma declaração de que seu único pedido de compensação poderia ser contra o Canadá.
Essa decisão foi criticada tanto pelo tratamento da prova oral quanto pelo tom. O chefe de justiça McEachern descreveu a vida pré-contato do Gitxsan e Wet'suwet'en como "desagradável, brutal e curta". Ele não reconheceu "instituições" pré-contato e, em vez disso, disse que "eles provavelmente agiram como agiram por causa de instintos de sobrevivência". Ele foi "incapaz de aceitar adaawk, kungax e tradições orais como bases confiáveis para uma história detalhada, mas elas poderiam confirmar descobertas baseadas em outras evidências admissíveis". Ele descreveu a posição do Gitxsan e Wet'suwet'en como "idílica" e "romântica". A Sociedade Canadense de Antropologia disse que o julgamento "gratuitamente descarta evidências científicas, tem viés etnocêntrico e está enraizado na crença colonial de que a sociedade branca é inerentemente superior". O chefe de justiça Lamer, escrevendo para a maioria da Suprema Corte do Canadá, reconheceu que o chefe de justiça McEachern não teve o benefício das razões de R v Van der Peet, que diz que "os tribunais não devem subestimar as provas apresentadas pelos requerentes indígenas simplesmente porque que a evidência não está em conformidade precisamente com os padrões probatórios [aplicados em outros contextos]”.

### Tribunal de Apelação da Colúmbia Britânica (1993)
As Nações Gitxsan e Wet'suwet'en apelaram. No período entre o julgamento e o recurso, o governo da Colúmbia Britânica mudou de partido, do Partido do Crédito Social para o Novo Partido Democrata. O novo governo abandonou a posição tomada no julgamento sobre a questão da extinção, então amici curiae foram nomeados para auxiliar o tribunal nessa questão.
Em 25 de junho de 1993, cinco membros do Tribunal de Apelação da Colúmbia Britânica rejeitaram por unanimidade a decisão do juiz McEachern de que todos os direitos indígenas dos demandantes haviam sido extintos. O Tribunal de Apelação ordenou que o caso voltasse a julgamento para determinar a natureza e o alcance desses direitos indígenas. Dois dos ministros, dissidentes, teriam ido mais longe e permitido o recurso sobre a questão do título indígena e enviar essa questão de volta a julgamento.

## Suprema Corte do Canadá
Em março de 1994, as Nações Gitxsan e Wet'suwet'en e a Província da Colúmbia Britânica foram autorizadas a apelar para a Suprema Corte do Canadá. No entanto, eles obtiveram um adiamento para buscar um acordo do tratado. A província suspendeu essas negociações em fevereiro de 1996 e as partes retomaram o litígio.
O recurso foi ouvido na Suprema Corte do Canadá em 16 e 17 de junho de 1997. Os seis juízes anunciaram sua decisão em 11 de dezembro de 1997. A opinião do Chefe de Justiça Lamer atraiu a maioria: os juízes Cory e Major aderiram; Juiz McLachlin concordou. A opinião concordante do Juiz La Forest foi acompanhada pelo Juiz L'Heureux-Dubé; Juiz McLachlin estava de acordo substancial.
Tanto a maioria quanto a concordância concordaram que era um erro "[amalgamar] as reivindicações individuais trazidas pelas 51 Nações Gitxsan e Wet'suwet'en em duas reivindicações coletivas, uma por cada nação, por título aborígine e autogoverno". O tribunal considerou este erro suficiente para pedir um novo julgamento. Assim, o resto da opinião é tecnicamente obiter dicta, mas ainda é significativo na medida em que foi reformulado e resumido em Nação silhqot'in Nation vs Colúmbia Britânica.
A maioria também considerou que as conclusões factuais do tribunal de primeira instância não se sustentavam porque a abordagem do Juiz McEachern não atendeu aos princípios estabelecidos em R vs Van der Peet.
Não obstante os desafios criados pelo uso de histórias orais como prova de fatos históricos, as leis de prova devem ser adaptadas para que esse tipo de prova possa ser acomodado e colocado em pé de igualdade com os tipos de provas históricas com que os tribunais estão familiarizados, que consistem principalmente em documentos históricos.:para 87
O juiz de primeira instância, depois de se recusar a admitir, ou não dar peso independente a essas histórias orais, chegou à conclusão de que os apelantes não haviam demonstrado o grau de ocupação necessário para a "propriedade". Se o juiz de primeira instância tivesse avaliado corretamente as histórias orais, suas conclusões sobre essas questões de fato poderiam ter sido muito diferentes.:para 107

### Título indígena
O Chefe de Justiça Lamer resumiu o conteúdo do título indígena:

Cheguei à conclusão de que o conteúdo do título indígena pode ser resumido em duas proposições: primeiro, esse título indígena engloba o direito de uso e ocupação exclusivos da terra detida com esse título para diversos fins, que não precisam ser aspectos dessas práticas, costumes e tradições aborígenes que são parte integrante de culturas aborígenes distintas; e, segundo, que esses usos protegidos não devem ser inconciliáveis com a natureza da vinculação do grupo a essa terra.:para 117
A maioria afirma que se trata de um direito sui generis decorrente da ocupação prévia da terra pelos indígenas; não é uma questão de propriedade simples. O limite inerente (que os usos protegidos não sejam inconciliáveis com a natureza da vinculação do grupo à terra) decorre de uma das finalidades do título indígena: manter "a relação de uma comunidade indígena com sua terra aqui é que ela se aplica não apenas para o passado, mas também para o futuro."
A maioria coloca o título indígena em um espectro ao lado de outros direitos indígenas: :138
- práticas, costumes e tradições integrantes da cultura distintiva do grupo, com pouca ligação a um determinado pedaço de terra, que ainda levam a direitos indígenas a essas atividades,
- atividades que ocorrem e têm uma conexão íntima com um determinado pedaço de terra, o que pode levar a direitos indígenas específicos do local, e
- Título, que é direito à própria terra, e que implica o direito a uma ampla gama de usos, sujeito apenas ao limite inerente aos usos inconciliáveis com a natureza da vinculação do grupo à terra.[31]

A maioria também estabelece o teste para comprovação do título de indígena: "(i) a terra deve ter sido ocupada antes da soberania, (ii) se a ocupação atual é invocada como prova de ocupação pré-soberania, deve haver continuidade entre e ocupação pré-soberana, e (iii) na soberania, essa ocupação deve ter sido exclusiva." :para 143Isso será suficiente para demonstrar que a ocupação da terra é "suficientemente importante para ter um significado central para a cultura dos reclamantes".

### Infrações e justificativas
Tal como acontece com outros direitos indígenas, o título indígena pode ser infringido. A maioria em Delgamuukw esclareceu como o teste de justificação desenvolvido em R vs Sparrow e modificado em R vs Gladstone se aplica quando o título indígena é infringido.
A maioria afirmou a ampla caracterização de objetivos legislativos convincentes e substanciais que podem justificar uma infração: "objetivos governamentais legítimos também incluem a busca da equidade econômica e regional e o reconhecimento da dependência histórica e participação na pesca por grupos não-indígenas." Então vai além:

o desenvolvimento da agricultura, silvicultura, mineração e energia hidrelétrica, o desenvolvimento econômico geral do interior da Colúmbia Britânica, a proteção do meio ambiente ou de espécies ameaçadas, a construção de infraestrutura e o assentamento de populações estrangeiras para apoiar esses objetivos, são os tipos de objetivos condizentes com essa finalidade e, em princípio, podem justificar a violação do título indígena.:para 165
A segunda vertente do teste de justificação pergunta se a infração é "consistente com a relação fiduciária especial entre a Coroa e os povos indígenas". Essa relação fiduciária dá origem a dois componentes adicionais quando o título indígena é infringido: o dever de consultar (que varia de acordo com o grau da violação) e a exigência de fornecer uma compensação justa. :paras 168,169

### Autogoverno
O tribunal disse que o julgamento não produziu provas suficientes para dar qualquer opinião sobre o direito ao autogoverno.

### Extinção pela província
O tribunal considerou que a província não tem o poder de extinguir os direitos indígenas, nem diretamente (por causa do artigo 91).

### Incentivo a negociar
Ambos os pareceres concluíram incentivando todas as partes a buscar acordos negociados por meio de negociações de boa fé.

[A] Coroa está sob um dever moral, se não legal, de entrar e conduzir essas negociações de boa fé. Em última análise, é por meio de acordos negociados, com boa-fé e dar e receber de todos os lados, reforçados pelos acórdãos desta Corte, que alcançaremos o que afirmei no Van der Peet ser um objetivo básico do art. 35(1) -- “a reconciliação da preexistência das sociedades indígenas com a soberania da Coroa”. [citações internas removidas]

## Influência e tratamento subsequentes
Os princípios estabelecidos por Delgamuukw foram reafirmados e resumidos em Tsilhqot'in e o limite inerente foi reformulado. Lá, o Tribunal disse que o título aborígine "não pode ser alienado, exceto para a Coroa, ou onerado de maneira que impeça as gerações futuras do grupo de usá-lo e gozá-lo. Tampouco a terra pode ser desenvolvida ou mal utilizada de uma forma que prive substancialmente as gerações futuras do benefício da terra."
O segundo julgamento que foi ordenado nunca aconteceu, então a reclamação neste caso permanece sem solução. Nos anos que se seguiram à decisão, a província manteve em grande parte a sua posição negocial, alterando-a apenas minimamente. A decisão não ordenou que o governo mudasse de posição e deixou claro o valor do título indígena. O governo adotou algumas medidas provisórias que compartilharam alguns dos benefícios econômicos resultantes do desenvolvimento de recursos em áreas de reivindicação de terras. A resposta das várias Primeiras Nações na Colúmbia Britânica variou: alguns interessados no processo de negociação do tratado, alguns na integração econômica por meio de medidas provisórias e alguns considerando litígios adicionais.
Delgamuukw foi destaque na discussão em torno dos protestos canadenses sobre oleodutos e ferrovias de 2020, iniciados em solidariedade aos chefes hereditários de Wet'suwet'en que se opõem ao desenvolvimento do gasoduto Coastal GasLink através do território ao qual reivindicam direitos e títulos.